# Simon Johnson (ekonomista)
Simon H. Johnson (ur. w 1963 r. w Sheffield) – brytyjsko-amerykański ekonomista.
Profesor przedsiębiorczości w MIT Sloan School of Management, od lutego 2021 członek zarządu Fannie Mae. W latach 2008–2019 starszy pracownik naukowy (Fellow) w Peterson Institute for International Economics. Zajmował różne stanowiska akademickie i polityczne, w tym stanowisko wykładowcy nauk ekonomicznych (assistant professor i associate professor) w Fuqua School of Business na Uniwersytecie Duke’a w latach 1991–1997. Od marca 2007 do końca sierpnia 2008 był doradcą ekonomicznym i dyrektorem departamentu badań Międzynarodowego Funduszu Walutowego.
14 października 2024 roku wraz z Daronem Acemoğlu i Jamesem Robinsonem otrzymał Nagrodę Banku Szwecji im. Alfreda Nobla w dziedzinie ekonomii za „badania nad tym, jak powstają instytucje i jak wpływają na dobrobyt”.

## Wykształcenie
Uzyskał licencjat na Uniwersytecie Oksfordzkim, a następnie tytuł magistra na Uniwersytecie w Manchesterze, by w 1989 roku otrzymać tytuł doktora nauk ekonomicznych w Massachusetts Institute of Technology na podstawie rozprawy zatytułowanej Inflacja, pośrednictwo i aktywność gospodarcza (Inflation, intermediation, and economic activity).

## Afiliacje
Pełni, między innymi, funkcję współpracownika naukowego (Research Associate) w National Bureau of Economic Research, starszego pracownika naukowego (Fellow) w Centre for Economic Policy Research oraz członka Międzynarodowej Rady Doradczej w Centrum Analiz Społeczno-Ekonomicznych (CASE). Był również członkiem Panelu Doradców Ekonomicznych Congressional Budget Office. W latach 2006–2007 był profesorem wizytującym w Peterson Institute for International Economics, gdzie w latach 2008–2019 pełnił funkcję starszego pracownika naukowego (Fellow). Jest autorem wielu publikacji w mediach i współpracownikiem Project Syndicate od 2007 roku.
Był członkiem-woluntariuszem Zespołu ds. Przeglądu Agencji przygotowującego przejęcie władzy przez Prezydenta Joe Bidena i jego administrację w 2021 roku – Johnson wspierał działania zespołów ds. Departamentu Skarbu Stanów Zjednoczonych i Rezerwy Federalnej.

## Badania i publikacje
Simon Johnson jest wraz z Jamesem Kwakiem autorem książki z 2010 roku pt. 13 Bankers: The Wall Street Takeover and the Next Financial Meltdown (ISBN 978-0307379054) dotyczącej wielkich amerykańskich banków w trakcie kryzysu finansowego w latach 2007–2008. Autorzy wspólnie prowadzili też blog ekonomiczny „The Baseline Scenario”.
Jest również autorem książek: 
- White House Burning: Our National Debt and Why It Matters to You (2013)
- Jump-Starting America: How Breakthrough Science Can Revive Economic Growth and the American Dream (2019), napisanej wspólnie z Jonathanem Gruberem
- Power and Progress: Our Thousand-Year Struggle Over Technology and Prosperity (2023), napisanej wspólnie z Daronem Acemoğlu[21][22]

### Power and Progress
Książka Power and Progress z 2023 roku poświęcona jest tematyce postępu technicznego w ujęciu historycznym oraz jego społecznym i politycznym konsekwencjom. Porusza trzy kwestie dotyczące: relacji między nowymi maszynami, technologiami produkcji i płacami, sposobów wykorzystania technologii dla dobra społecznego oraz przyczyn entuzjastycznego podejścia do sztucznej inteligencji.
Autorzy wyjaśnili, że do napisania książki skłoniło ich rosnące w datowanej od ok. 1980 roku erze cyfrowej rozwarstwienie płac. Acemoğlu i Johnson odrzucili technooptymizm wskazując, że niekontrolowany postęp techniczny niekoniecznie prowadzi do powszechnego bogactwa i zwrócili uwagę na szereg zagrożeń płynących z popularyzacji sztucznej inteligencji: zarówno dla miejsc pracy jak i całych gospodarek, zwłaszcza tych nisko i średnio rozwiniętych, z przemysłem opartym na taniej sile roboczej, kiedy rutynowe czynności w procesie produkcji zostaną zautomatyzowane przy użyciu sztucznej inteligencji.
Acemoğlu i Johnson przedstawili również wizję w jaki sposób postęp techniczny może być wykorzystany dla dobra społecznego, wskazując na erę postępu jako wzór do naśladowania. Omówili listę propozycji działań w celu przekierowania technologii, które obejmują: (1) zachęty rynkowe, (2) rozbicie dużych firm technologicznych (Big Tech), (3) reformę podatkową, (4) inwestowanie w pracowników, (5) ochronę prywatności i przetwarzania danych oraz (6) podatek od reklamy cyfrowej.